# Севастиан (Икономидис)
Митрополи́т Севастиан (греч. Μητροπολίτης Σεβαστιανός, в миру Сотириос Икономидис греч. Σωτήριος Οικονομίδης; 20 июня 1922, Калогриана — 12 декабря 1994, Делвинакион) — епископ Константинопольской православной церкви; митрополит Дриинопольский (1967—1994).

## Биография
Родился 20 июня 1922 года в Калогриана.
В 1949 году окончил богословский институт Афинского университета.
Пострижен в монашество с именем Севастиан в монастыре Петраки и в 1956 году рукоположен в сан иеродиакона, а в 1957 году — в сан иеромонаха.
11 июня 1967 года был рукоположен в сан епископа и возведён в достоинство митрополита Дриинопольского.
Скончался в ночь с 11 на 12 декабря 1994 года.